# Micki Leksaker

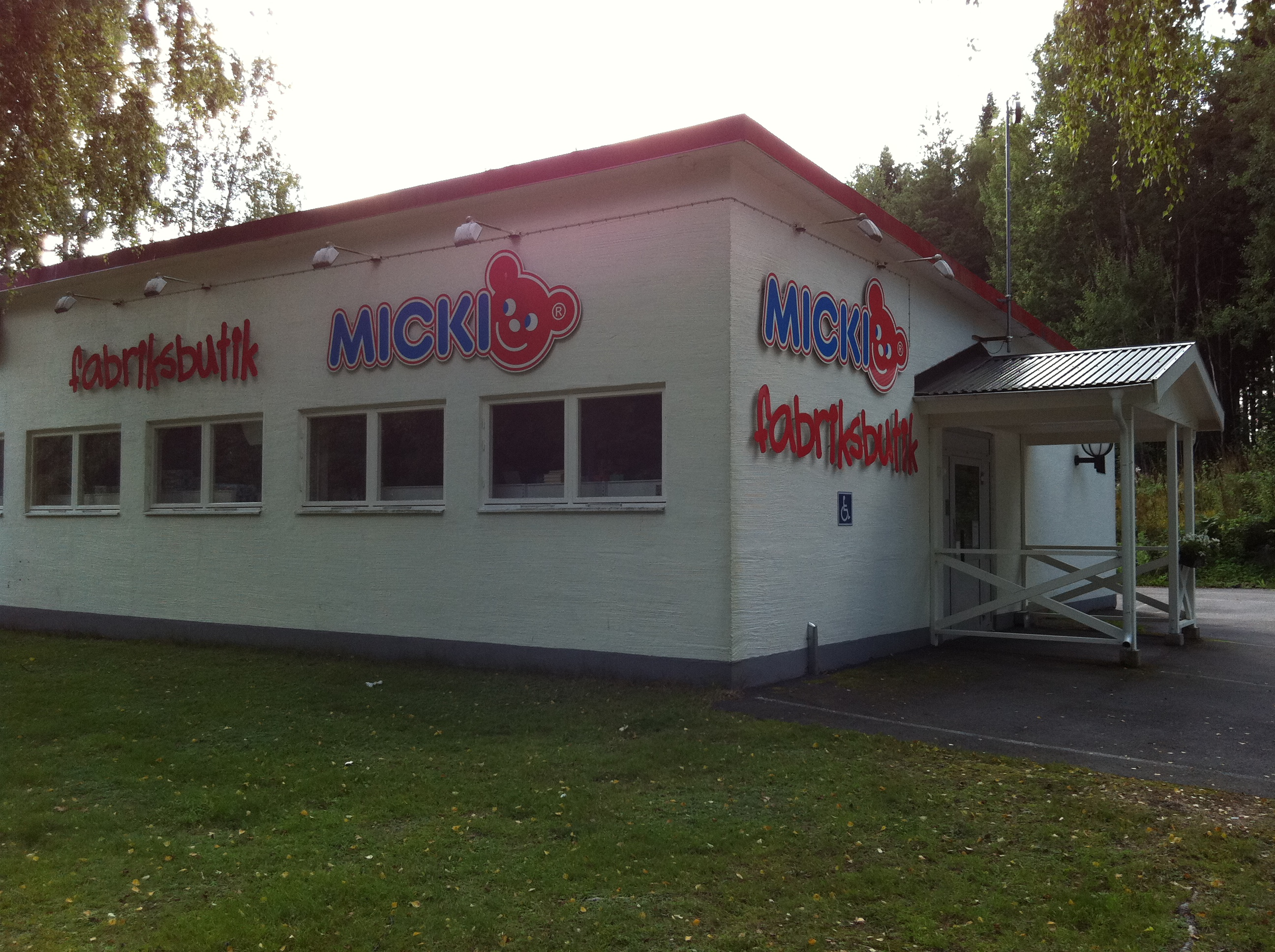
Den gamla fabriksbutiken

Micki Leksaker AB, även benämnt Micki of Sweden, är ett företag i Gemla som tillverkar leksaker. 
Leksakstillverkningen kom till Gemla redan 1866. Micki är den nuvarande största tillverkaren, där fjärde generationen efter Aron Johansson som arbetade på den första fabriken nu snickrar vidare. Micki grundades av Georg Aronsson och bolaget är i familjen Aronssons ägo.
1997 förvärvade Micki dockskåpstillverkaren Lundby. Namnet Lundby kvarstår som varumärke. 